# Новый Златоуст
Но́вый Златоу́ст — село в Свердловской области, входящее в муниципальное образование Артинский городской округ. Расположено в 14 км от административного центра — посёлка городского типа Арти. Является частью Новозлатоустовского сельского совета. Главой села является Попова Антонида Петровна.

## География
Село расположено на обоих берегах реки Красная Кошайка. Недалеко от села расположен участок горных ковыльных степей.

## Население
По данным 2010 года, в селе проживает 186 человек.